# Ungheni (Iași)
Ungheni is een Roemeense gemeente in het district Iași.
Ungheni telt 4242 inwoners.